# Wedding Date
Wedding Date (Originaltitel: The Wedding Date) ist eine US-amerikanische Filmkomödie aus dem Jahr 2005. Regie führte Clare Kilner, das Drehbuch schrieb Dana Fox anhand des Romans Asking for Trouble von Elizabeth Young.

## Handlung
Die in New York City tätige Kat Ellis reist nach London zur Hochzeit ihrer jüngeren Schwester Amy, wo sie als Brautjungfer fungieren soll. Sie erfährt, dass der Trauzeuge ihr ehemaliger Verlobter Jeffrey ist. Ellis engagiert den Callboy Nick Mercer, von dem sie aus einem Artikel in der New York Times erfährt. Mercer soll sich als ihr Freund ausgeben und ihren Ex-Freund eifersüchtig machen.
Ellis bittet ihre Mutter um separate Zimmer für sie und Mercer, was die ältere Frau jedoch mit der Bemerkung ablehnt, sie sei „nicht spießig“. Ellis und Mercer kommen sich näher. Es stellt sich heraus, dass Jeffrey während der Beziehung mit Kat diese mit Amy betrog. Ellis nimmt Mercer übel, dass er früher als sie davon erfuhr, ihr jedoch nichts sagte. Mercer lässt die vereinbarte Gage zurück und verlässt das Haus, später kommt er jedoch wieder. Kats Vater macht ihr bewusst, dass sie Mercer liebt, und überredet sie, „sich ihn zurückzuholen“.
Amy beichtet die Affäre ihrem Verlobten Edward Fletcher-Wooten, der ihr verzeiht und sie heiratet. Ellis und Mercer sind am Ende zusammen; Mercer gibt seine Geschäftstätigkeit auf.

## Soundtrack
1. Invitation To A Wedding
2. Hello 3-B/Good Morning
3. What You’re Wearing
4. On Board
5. Close Your Eyes
6. On The Left, Right?
7. Bloody Mary/Interested
8. Discovery
9. To The Wedding
10. It’s Complicated
11. Airport Transaction
12. Big Bed In The Country
13. Betrayal
14. The Morning After
15. Going To Get Him
16. I’m Sorry/Best Man
17. Willy Wide Wonder

## Kritiken
Roger Ebert schrieb in der Chicago Sun-Times vom 4. Februar 2005, im Film würden zwei ansprechende Darstellungen eine „Bombardierung mit Mist“ überleben („… presents the curious case of two appealing performances surviving a bombardment of schlock“). Er zeige „die übliche Auswahl der unmöglichen Angehörigen und Hochzeitsaktivitäten“; einige Szenen würden wirken, als ob sie für die britische Klatschzeitschrift The Tatler arrangiert wären. Die Geschichte vereine Motive aus den Filmen Vier Hochzeiten und ein Todesfall, Pretty Woman und Die Hochzeit meines besten Freundes. Außer „Dummheit“ beinhalte der Film einen melancholischen Unterton.
Das Lexikon des internationalen Films schrieb, der Film sei ein „Hochzeitsfilm nach mehr als vertrautem Schema“.

## Hintergründe
Der Film wurde in London, in Chilworth Manor (Guildford, Surrey) und in New York City gedreht. Seine Produktionskosten betrugen schätzungsweise 15 Millionen US-Dollar. Am 4. Februar 2005 begann die breite Veröffentlichung in den Kinos der USA, wo der Film ca. 31,6 Millionen US-Dollar einspielte. In Deutschland wurde er am 20. Februar 2006 auf DVD veröffentlicht.